# Peter Feyersinger
Peter Feyersinger (ur. 12 maja 1954 r.) – austriacki narciarz alpejski. Nie startował na żadnych igrzyskach olimpijskich ani mistrzostwach świata. Najlepsze wyniki w Pucharze Świata osiągnął w sezonie 1973/1974, kiedy to zajął 34. miejsce w klasyfikacji generalnej.

## Sukcesy

### Puchar Świata

#### Miejsca w klasyfikacji generalnej
- 1972/1973 – 40.
- 1973/1974 – 34.

#### Miejsca na podium
1. Zell am See – 18 grudnia 1973 (zjazd) – 3. miejsce